# Batalla d'Autun
La batalla d'Autun es va lluitar en 532 entre els francs comandats per Khildebert I i Clotari I i els burgundis de Godomar III.

## Antecedents
El 507, derrotats els visigots a la batalla de Vouillé, els francs i els seus aliats borgonyons van ocupar sense resistència els territoris cap al sud; els francs van entrar a Provença i Septimània i van assetjar a Gesaleic, pretendent al tron visigot, a Narbona i van amenaçar Carcasona, però Teodoric el Gran ho va aturar i va enviar al general Ibba o Ibbas, que es va apoderar de Provença, i després va avançar fins Arle, on va aixecar el setge franc.
El mateix any el general Ibba ocupà Barcelona i deposà a Gesalic que va fugir a territori dels vàndals, que el van expulsar. Teodoric va fer retirar després les seves forces del territori visigot; Arle fou declarada capital de la prefectura de les Gàl·lies dins el regne ostrogot, i nomena prefecte a Liberi, que va exercir el càrrec 18 anys. Dels visigots fou de fet el regent fins a la seva mort, quan Amalaric tenia uns 24 anys. Gesaleic va retornar a Aquitània on va poder reunir un exèrcit i el 512 va entrar a la Tarraconense pels passos pirinencs orientals però va ser derrotat per Ibbas a 20 km de Barcelona, va fugir cap al nord, i després de travessar la Narbonense va intentar penetrar a Borgonya, però va ser capturat i mort en travessar el riu Durance, probablement per soldats ostrogots el 514.
Durant la invasió dels francs del 524, Godomar III va restar inactiu i això va permetre la captura del seu germà Segimon el Sant pel rei merovingi Clodomir, i va prendre el poder i va aixecar el país contra els francs; les guarnicions d'aquestos foren massacrades. Clodomir va haver de retornar per acabar definitivament amb el regne burgundi. Godomar III va reunir un exèrcit i va esperar als francs a l'est de Lió. A la batalla de Vézeronce, Godomar va vèncer els francs, i el rei Clodomir va morir en combat i el seu cap empalat a la punta d'una llança; així Burgúndia va guanyar uns anys més d'independència.

## Batalla
Els germans de Clodomir, Khildebert I i Clotari I, encara que privats del suport de Teodoric I d'Austràsia, germanastre de Clodomir i el més gran dels fills de Clodoveu I, lligat per llaços de parentiu amb Sigimon, amb la filla del qual s'havia casat, van decidir marxar junts contra el regne de Borgonya. Després d'un any de setge els dos germans van acabar per conquerir Autun el 532.

## Conseqüències
Godomar es va retirar a una vall alpina, anomenada després Valgaudemar (departament dels Alts Alps) que va agafar el seu nom. El seu vassall Josfredi, hauria ocupat la vall veïna al nord, la Vajouffrey (derivat de Valis Josfredi) al departament de l'Isère; avui dia les dues valls formen part del Parc Nacional dels Écrins i s'hi parlen formes dialectals d'origen burgundi. Després de la mort de Teodoric el 533, al que va succeir el seu fill Teodobert I i amb la mort d'Atalaric l'any 534 i la crisi de successió al regne ostrogot, aliat borgonyó. Clotari, Teodobert i Khildebert van aprofitar per envair el regne borgonyó, ara desproveït de protecció ostrogoda. El regne borgonyó va ser superat i dividit entre els tres governants francs. La sort de Godomar és incerta. Es creu que va poder fugir potser cap al país dels alamans.